# 謝維權
謝維權，曾是TVBS的氣象主播之一。
- 現任：
- 台灣大學氣候天氣災害研究中心氣象專家。
- 財團法人氣象應用推廣基金會副執行長。
- 行政院客家委員會客語能力認證口試及筆試閱卷委員。
- 社團法人新竹縣貴明公謝姓宗親會理事長。
- 新北市客家事務局客家文化諮詢顧問。
- 新北市客家事務局客家文化訪評委員。

## 學歷
- 三軍大學情報研究班
- 台大大氣系進修研究
- 公務人員特種考試教育行政乙等考試及格。
- 台北市立師範學院客家語言文化碩士學分班。

## 證照
- 台北縣客語教學支援人員資格證書。
- 行政院客家委員會客語薪傳師。

## 經歷
- 中華民國空軍測候學及天氣分析教官、氣象官、預報長、課長、參謀官、天氣中心主任、組長。
- 中央氣象局百年侵台颱風路徑圖集助理研究員。
- 如田傳播任立渝氣象工作室氣象部經理〈擔任電視氣象播報企劃執行編輯、小孔明氣象營企劃執行、夏令營企劃執行，主編氣象通俗書籍「看電視學氣象」、「透視氣象」「認識颱風」、「四季風情」等〉。
- 中視氣象台「早安氣象」氣象編輯製作。
- 寶島客家廣播電台「天氣變變變」節目主持人及夏令營講師。
- TVBS氣象主播。
- 新北市新店區新和國民小學兼任客語支援教師。
- 台北市三興客家歌謠班班長。
- 行政院客家委員會客語能力認證口試及筆試閱卷委員。
- 台北市政府客家事務委員會客語師資培訓講師。
- 交通部觀光局導遊人員職前訓練班客家文化講座。
- 國語日報科學班講師。
- 新北市永和社區大學氣象與自然生態講師。

## 著作、報告及曾參與之研究計畫
- 1975.2「台灣中南部仲冬期間降雨天氣型之研究」，空軍氣象預報與分析62期，p. 14~25
- 1975.5「民國63年范迪（WENDY）颱風之研究」，空軍氣象預報與分析63期，p. 21~26
- 1977.5「統計資料對台灣地區月雨量預報應用之初步分析」，（謝維權、洪天助），空軍氣象預報與分析71期，p. 44~52
- 1978.5「亞洲上對流層至下對流層溫度場與寒朝之關係」，空軍氣象預報與分析75期，p. 26~34
- 1979.11 「東亞及西太平洋夏季高空冷心低壓之氣候學」（王時鼎&謝維權等 4人），空軍氣象預報與分析81期，p. 12~32
- 1980.5 「民國68年戈登颱風及賀璞颱風之探討」（謝維權、張儀峰），空軍氣象預報與分析83期，p. 28~34
- 1981.2「高空人造雨，甘霖濟蒼生」，空軍氣象預報與分析86期，p. 76~77
- 1982.11「冬季台灣地區雷雨的氣候分析與研究」（謝維權、游志強），空軍氣象預報與分析93期，p. 33~41
- 1983.2「夏季高空冷心低壓與颱風之關係」（羅季康、梁瑞禎、謝維權），空軍氣象預報與分析94期，p. 1~20
- 1983.5「民國71年黛特（DOT）颱風之分析」，空軍氣象預報與分析95期，p. 34~41，
- 1984.5「初秋鋒面對台灣北部天氣之分析」（梁瑞禎、謝維權），空軍氣象預報與分析99期，p. 29~34
- 1985.11「台灣地區初春雷雨系統的形成條件及動力發展研究」（梁瑞禎、謝維權、易安成），空軍氣象預報與分析105期，p. 19~23
- 1986.9 「台灣地形對雨量之增減作用：濁水溪至高屏溪流域的降水分布」，（劉廣英、謝維權、曲克恭），大氣科學15期第一號，P.89~102，
- 1982.1「桃園、新竹、松山基地影響飛航安全之低雲冪研究」，（謝維權、陳泰然），台灣大學大氣系研究報告1982年1~1號，（國科會第18屆國內進修）
- 1980.9 「桃園空軍基地影響飛航安全之低雲冪研究」，（謝維權、陳泰然），第二屆全國大氣科學學術研討會論文彙編，P.129~137，台北
- 1982.5「中尺度大氣擾動系統之個案分析」，中範圍天氣系統研討會論文彙編，p. 415~421
- 1982.5「初春華南中尺度對流複合系統之個案研究」，（陳泰然、紀水上、謝維權），中範圍天氣系統研討會論文彙編，P.593~612
- 1983.8「台灣地區氣象及水文測站網調查規劃研究（一）淡水河流域及桃竹地區」，主持人：吳宗堯；協同研究人：劉廣英、謝維權等8人，行政院國家科學委員會研究報告NSC-72-0414-P052-04，氣象局主辦，省水利局協辦。
- 1984.3 「台灣地區氣象及水文測站網調查規劃研究」，主持人：吳宗堯；協同研究人：劉廣英、謝維權等9人，行政院國家科學委員會研究報告106號，NSC-72-0414-P052-04，氣象局主辦，省水利局協辦。
- 1985.6 「台灣地區氣象及水文測站網調查規劃研究」（第二年），主持人：吳宗堯；協同研究人：劉廣英、謝維權等9人，行政院國家科學委員會研究報告114號，NSC-73-0414-P052-01，氣象局主辦，省水利局協辦。
- 1987.4 編撰空軍總部教材「空勤人員氣象手冊」，（劉廣英&謝維權等9人）
- 1988.3編撰空軍總部教材「空軍天氣預報教範」，（劉廣英&謝維權等9人）
- 1987.6 空軍總部氣象科技研究專題「台灣地區空軍各基地大雨及暴雨之成因與預報方法研究」，（劉廣英、謝維權），空軍總部計畫署，氣軍002號
- 1981.3 空軍氣象聯隊研究專題「台灣地區低能見度之調查研究」，（林則銘、梁瑞禎、謝維權）國科會計畫，空軍氣象聯隊研究報告008號
- 1982.7 空軍氣象聯隊研究專題「台灣區低能見度之客觀分析研究」，（林則銘、梁瑞禎、鍾孝林、謝維權）國科會計畫，空軍氣象聯隊研究報告010號
- 1986.5空軍氣象聯隊研究專題「台灣地形對雨量之增減作用（一）濁水溪至高屏溪流域的降水分布」，（劉廣英、曲克恭、謝維權），國科會計畫，空軍氣象聯隊研究報告019號
- 1977.12空軍氣象中心專題研究「翡翠谷霸址最大可能暴雨量研究」，（曲克恭、林則銘、王時鼎、劉廣英、黃中成、謝維權），中興工程顧問公司委託，空軍氣象中心研究報告013號
- 1979.5 空軍氣象中心專題研究「東亞及西太平洋夏季高空冷心低壓之氣候與天氣特徵分析」，（王時鼎、羅季康、梁瑞禎、謝維權），國科會研究計畫，空軍氣象中心研究報告016號
- 1982.12 空軍氣象中心專題研究「夏季高空冷心低壓與颱風之關係」，（羅季康、梁瑞禎、謝維權），國科會研究計畫，空軍氣象中心研究報告023號
- 1985.7 空軍氣象中心專題研究「台灣地區初春雷雨系統的形成條件及動力發展研究」，（梁瑞禎、謝維權、易安成），國科會研究計畫，空軍氣象中心研究報告031號
- 1985.10空軍氣象中心專題研究「新竹外海CBK作業區油氣開發施工期間氣象預報研究」，（梁瑞禎&謝維權等6人），中國石油公司桃園煉油廠委託研究，空軍氣象中心研究報告034號
- 1986.7空軍氣象中心專題研究「影響桃園沙崙外海輸油作業之氣象條件研究」，（梁瑞禎&謝維權等6人），中國石油公司桃園煉油廠委託研究，空軍氣象中心研究報告035號
- 2002.11「台灣氣象類書籍出版概況」，國家圖書館資訊月刊
- 2009.12臺灣災害管理研討會「臺灣西側北行颱風對臺灣降雨分布特徵之分析」（謝維權、李清勝、賴進松、潘宗毅）臺灣災害管理研討會論文彙編

## 其他
- 1973.2  擔任陳毓雷教授與鮑學禮教授主持之國科會「颱風移動路徑及強度之客觀預報」計畫研究助理。
- 1974.2  擔任陳毓雷教授與鮑學禮教授主持之國科會「西太平洋高壓消長及其與颱風行徑關係之研究」計畫研究助理。
- 1992.6~2004 擔任中央氣象局局長主持之颱風研究計畫專任助理或兼任助理。

## 外部連結
- 謝維權TVBS官方網站（页面存档备份，存于）